# Pounamuella hauroko
Pounamuella hauroko là một loài nhện trong họ Orsolobidae.
Loài này thuộc chi Pounamuella. Pounamuella hauroko được Raymond Robert Forster & Norman I. Platnick miêu tả năm 1985.